# Tom de Swaan
Tom de Swaan (Amsterdam, 4 maart 1946) is een Nederlandse econoom en bestuurder. Sinds 2018 is hij voorzitter van de raad van commissarissen van ABN AMRO Bank N.V.
De Swaan studeerde monetaire economie aan de Universiteit van Amsterdam.

## Functies
- 2018 - heden voorzitter raad van commissarissen ABN AMRO
- 2016 - heden lid raad van toezicht Holland Festival
- 2016 - heden lid board of directors Institute of International Finance (IIF)
- 2014 - heden lid European Financial Services Round Table (EFR)
- 2012 - heden lid raad van bestuur Stichting Praemium Erasmianum
- 2009 - heden lid raad van advies China Banking Regulatory Committee, Beijing
- 2008 - heden voorzitter Van Leer Jerusalem Institute
- ? - heden lid raad van advies, SEO Economisch Onderzoek[1]
- 2008 juryvoorzitter Libris Literatuur Prijs[2]

- 2007 - 2019 voorzitter raad van toezicht Antoni van Leeuwenhoekziekenhuis
- 2006 - 2018 commissaris (vicevoorzitter) Koninklijke DSM
- 2006 - 2018 lid board of directors, vanaf 2013 Chairman, Zurich Insurance Group
- 2007 - 2016 commissaris Van Lanschot
- 2006 - 2015 lid board of directors GlaxoSmithKline
- 2007 - 2013 commissaris Koninklijke Ahold NV
- 2006 - 2008 adviseur raad van bestuur ABN AMRO
- 2001 - 2006 lid board of directors Financial Services Authority (FSA)
- 1999 - 2006 lid raad van bestuur ABN AMRO
- 1986 - 1998 lid directie De Nederlandsche Bank

## Pandora Papers
In oktober 2021 kwam via de Pandora Papers naar buiten dat De Swaan een privébelegging had gedaan via de brievenbusfirma Candace Management Limited op de Maagdeneilanden.